# 捕語

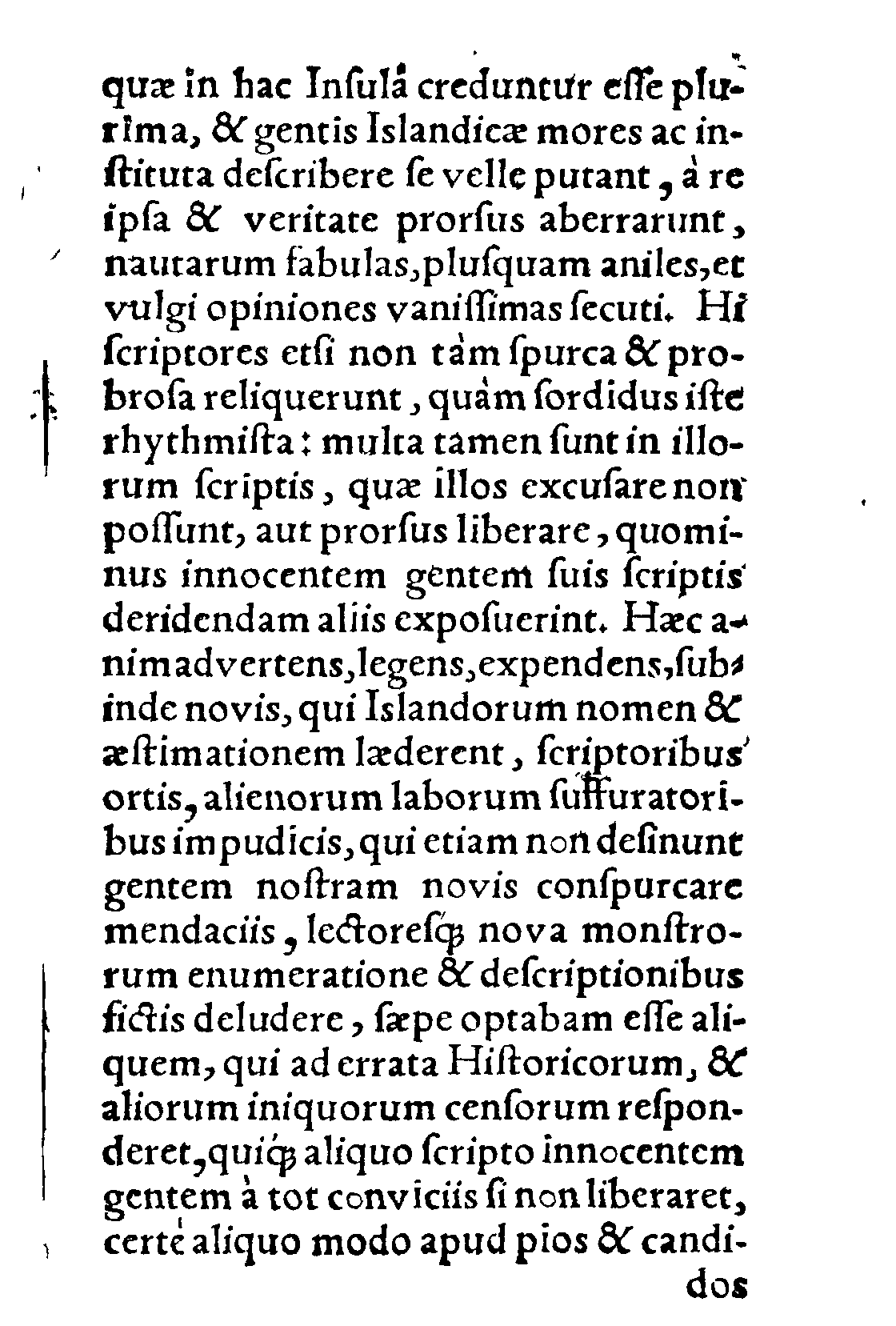
捕語の例（dosが次頁の首語である）

捕語（ほご）、首語（しゅご）、送り（おくり）またはキャッチワード（英語: catchword、仏: réclame）とは、特に西洋の古い装丁本等において、ページの下部に置かれる、次のページの始まりの単語のことである。一語のみの場合や、複数語の場合もある。
捕語を置くことで、前後のページの繋がりを示すことができ、製本の際に丁合いの正しい順序を確認し乱丁を防ぐための慣習でもあり、また、読者にもページとページとの関連性を明確にできる。
捕語は中世の写本から見られ、15世紀末の刊本にも現れる。この慣習は16世紀中頃に広まり、18世紀末の産業的印刷技術の到来まで続いた。
捕語は基本的に版面のディレクション・ラインの右に印刷されるが、印刷所によって全てのページに印刷される場合、折記号以外のページの場合、ページではなく紙葉を単位に裏ページ（英: verso）に印刷される場合や、折り丁（英: quire）単位に最後の裏ページのみ印刷される場合等がある。

## 歴史
捕語は次のページの首語であるが、古代ギリシアのパピルスの巻物やコデックス写本などにおいても、レクラマンス（ラテン語: reclamans、英語: catchline）と呼ばれる、次の巻や冊子の冒頭の数語を本文の章末に置いておく慣習があり、これによって読者が素早く正しい順序を確認し読めるようになる。。これはホメロス叙事詩のパピルスによく現れるが、紀元前1世紀頃には既に廃れたようである。かつて書籍の題名を書くことが発達されておらず、インキピットを用いてしか本を指すことができなかったが、巻物にタイトルを刻印する習慣が広まったため、レクラマンスが廃れていったのではないかと言われている。一方、散文作品の場合、この慣習は引き続き使用されており、ヘロドトスの『歴史』や『ヒポクラテス全集』等ののいくつかの中世の写本には含まれている。